# Cryptolingula perplexa
Cryptolingula perplexa là một loài côn trùng cánh nửa trong họ Aleyrodidae, phân họ Aleyrodinae.
Cryptolingula perplexa được Martin & Carver năm Martin miêu tả khoa học đầu tiên năm 1999.